# Білий (притока Тиси)
Бі́лий — річка в Українських Карпатах, у межах  Рахівського району  Закарпатської області. Ліва притока Тиси (басейн Дунаю).

## Опис
Довжина 12 км, площа водозбірного басейну 45,5 км². Похил річки 84 м/км. Річка типово гірська, зі швидкою течією і кам'янистим дном. Долина вузька, V-подібна, місцями каньйоноподібна. Річище слабозвивисте. Є водоспади.

## Розташування
Білий бере початок на схід від села Ділове, на західних схилах гори Піп Іван Мармароський, що в масиві Гуцульські Альпи. Тече переважно на захід, у пригирловій частині — на північний захід. Впадає до Тиси в межах села Ділове.

## Цікаві факти
На річці розташовані два водоспади — Білий та Білий нижній, а на правій притоці Білого, потоці Ялин, розташований найвищий однокаскадний водоспад Українських Карпат — Ялинський водоспад.

## Світлини та відео

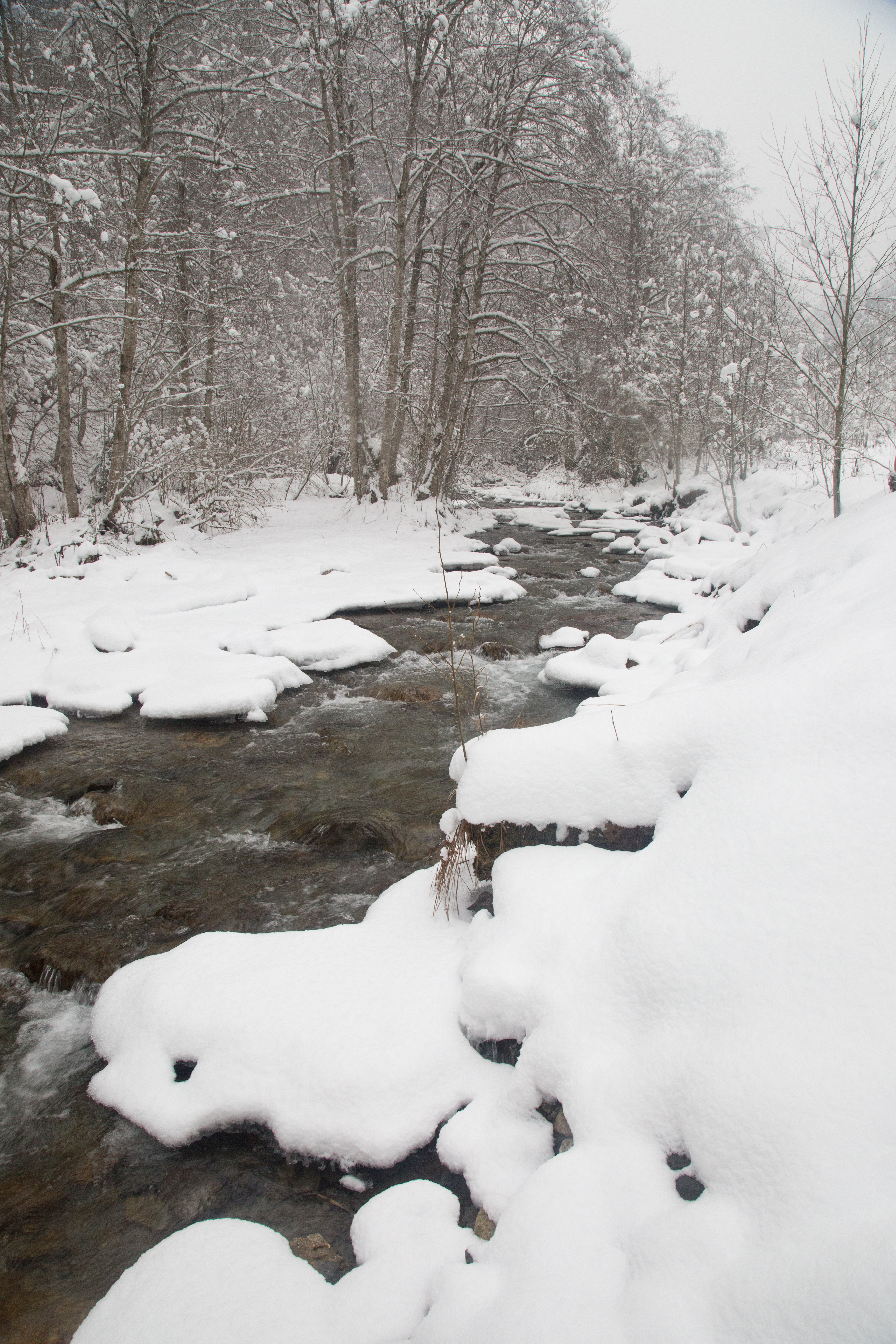
Білий взимку
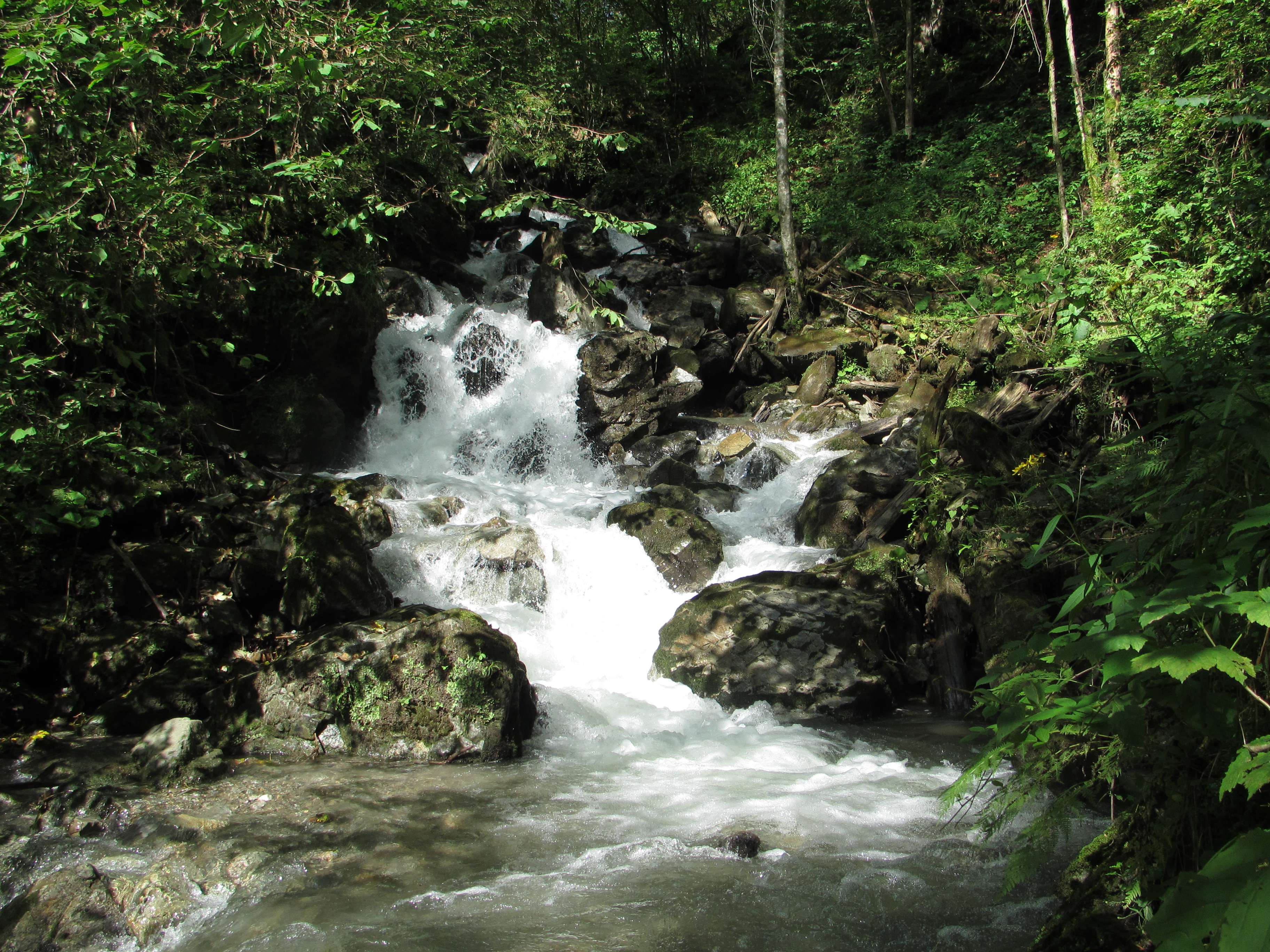
Водоспад Білий нижній
- Відео річки